# 伊達市立伊達小学校 (福島県)
伊達市立伊達小学校（だてしりつ だてしょうがっこう）は福島県伊達市にある公立小学校である。略称は「伊達小」（だてしょう）。

## 沿革
- 明治5年9月15日 - 由学塾を創立。
- 大正14年10月30日 - 現在の場所に校舎が完成。
- 1957年（昭和32年）1月1日 - 町名変更により伊達町立伊達小学校となる。
- 2006年（平成18年）1月1日 - 旧伊達五町合併により伊達市立伊達小学校となる。

## 主な進学先
- 伊達市立伊達中学校